# Cleonica
Cleonica là một chi bọ cánh cứng trong họ Chrysomelidae.
Chi này được Jacoby miêu tả khoa học năm 1887.

## Các loài
Chi này gồm các loài:
- Cleonica unicolor Medvedev, 2004